# France Football
Ne doit pas être confondu avec Football France ou Football en France.
 (juillet 2020).
Si vous disposez d'ouvrages ou d'articles de référence ou si vous connaissez des sites web de qualité traitant du thème abordé ici, merci de compléter l'article en donnant les références utiles à sa vérifiabilité et en les liant à la section « Notes et références ».
France Football est un magazine mensuel de football français créé en 1946.

## Histoire
France Football partage un temps son titre et ses colonnes avec le France football officiel, organe officiel de la Fédération française de football (FFF). « Football » pratiquait déjà ainsi avant-guerre en publiant toutes les décisions prises par la FFF. France Football prend son indépendance vis-à-vis de la FFF le 25 septembre 1947 au numéro 79.
France Football est édité sur papier journal noir et blanc jusqu'en février 1977. Par la suite, on trouve une couverture couleur et les pages sont désormais agrafées, mais l'intérieur est toujours en noir en blanc. La couleur rogne progressivement sur les pages intérieures et depuis une dizaine d'années la plupart des pages sont en couleurs. Les ventes progressent régulièrement : environ 120 000 par numéro en 1975, environ 213 000 en 2004[citation nécessaire].
France Football a expérimenté les éditions décentralisées dès les années 1970, sans succès. France football Afrique fut le titre le plus porteur, mais il périclita comme les autres. Les exemplaires des anciens numéros de France Football varient d'une région à l'autre. L'édition parisienne du magazine proposait ainsi un suivi très pointu sur le football francilien ; ce n'est plus le cas aujourd’hui. Afin de mieux coller à l'actualité du football, l'hebdomadaire du mardi propose désormais une édition supplémentaire le vendredi, comme ce fut déjà le cas entre 1970 (37 numéros du 3 avril au 11 décembre avec une même numérotation que le mardi correspondant) et 1974. Ces numéros étaient verts alors que la couleur dominante des numéros du mardi était l'orange. France foot 2 succéda au supplément du vendredi de France Football, mais fut abandonné en 1982, un peu moins de cinq ans après sa création. Le France Football du vendredi est remis au goût du jour le 7 mars 1997 et se contente d'une numérotation « bis ».
L'hebdomadaire organise depuis 1955 le Ballon d'Or France-Football, également connu à l'étranger sous le nom de Trophée du footballeur européen de l'année. En juillet 2010, il fusionne avec le titre de Meilleur footballeur de l'année FIFA pour devenir le FIFA Ballon d'or, attribué par tous les capitaines de sélections nationales, les sélectionneurs et par un journaliste de chaque pays. Ce trophée individuel était à l'origine attribué aux joueurs de nationalité européenne - ce qui explique, par exemple, l'absence de Diego Maradona de la liste de ses récipiendaires. Depuis 1995, tout joueur évoluant dans un championnat européen est éligible. France Football a également structuré l'approche des compétitions nationales avec des classements annuels pour chaque catégorie d'acteurs du football français (meilleur club, meilleur arbitre, meilleur entraineur, meilleur joueur de ligue 1 et de ligue 2, meilleur dirigeant, meilleur club de jeunes, meilleur recrutement…), en plus des « Étoiles d'Or » récompensant les meilleurs joueurs des championnats professionnels en fonction de notes attribuées à chaque journée (il existe désormais un classement distinct pour les gardiens et les joueurs de champ). France Football distingue également le meilleur joueur français de l'année, qui est désormais élu par un jury composé des anciens vainqueurs de ce trophée.
Le magazine propose depuis le mardi 20 février 2007 (no 3176), une nouvelle formule en trois rubriques : Magazine, Actualité plus deux pages consacrées aux programmes télés et deux pages consacrées à la « culture foot », sujets jusque-là négligés par France Football. Cette formule a de nouveau été modifiée pour le début de saison 2008-2009, le France Football vendredi devenant France Football week-end avec présentation des matchs en France et dans les grands championnats, et le France Football mardi faisant le compte-rendu des matchs dans la lignée de la formule précédente. De 2005 à 2007, trois guides du championnat, faisant suite aux guides déjà parus de 1953 à 1989 à l'exception de 1987, paraissent également.
Le record de vente au numéro (source NMPP) date du 14 juillet 1998, deux jours après la victoire de l'équipe de France en finale de la Coupe du monde, avec 520 000 exemplaires vendus. Concernant le numéro du vendredi, la meilleure vente date du 20 juillet 2001 avec 228 900 exemplaires.
Depuis le lundi 3 novembre 2008, le site internet Francefootball.fr a lancé sa lettre d'information quotidienne. Tous les jours de la semaine, la Lettre France Football offre une actualité complète par email sur les clubs du Championnat de France de Ligue 1 et de Ligue 2.
Confrontée à la chute de la diffusion de son titre, le groupe Amaury avait ainsi tenté un repositionnement éditorial de France Football en 2007, puis une offre couplée avec le quotidien L’Équipe le 23 août 2011. Sans succès, l’édition du vendredi étant aujourd’hui enterrée, après avoir subi une chute de 11,7 % de sa diffusion payée en 2012 (71 358 exemplaires vendus en moyenne). Le 9 avril 2013, France Football redevient hebdomadaire avec une sortie le mardi (du 21 janvier 2015 au 3 février 2016, la sortie en kiosque se fait le mercredi), non couplée avec L'Équipe le 23 avril 2013.
Le 7 mars 2017, une nouvelle version de France Football en petit format est diffusée (dernier numéro du mardi le 25 mai 2021). Le 11 juin 2021, France Football devient un supplément mensuel de l’Équipe le deuxième samedi du mois.

## Principaux trophées

### Ballon d'or
Le Ballon d'or est un trophée créé par France Football en 1956. Ce trophée est pris en charge par la FIFA entre 2011 et 2016. Il est attribué chaque année au terme du vote d'un collège mondial constitué de journalistes spécialisés internationaux.
« Ballon d'or» est désormais une marque déposée de France Football.

### Super Ballon d'or
Le Super Ballon d'or est un trophée qui n'a été décerné qu'une seule fois, le 24 décembre 1989 au meilleur footballeur des trois dernières décennies. Le seul lauréat est Alfredo di Stéfano et est encore plus exclusif que le prestigieux Ballon d'Or.

### Ballon d'or africain
Le Ballon d'or africain est un trophée créé en 1970 par France Football, attribué chaque fin d'année civile par un vote d'un collège africain (un vote par pays). Supprimé en 1995, à la suite de l'ouverture du Ballon d'or à tous les joueurs du monde.

### Étoile d'or
(Le trophée de l'Étoile d'or récompense le joueur le plus performant et régulier de la saison de première division du championnat de France, sans distinction de nationalité.
Il est décerné à la fin de chaque saison au joueur ayant obtenu la meilleure moyenne d'étoiles attribuées à l'occasion de chaque match de championnat. La note d'un joueur est comprise entre 0 (cas d'un joueur expulsé) et 10 (auparavant 6) étoiles (attribuée de façon rarissime).
Depuis la saison 1992-1993, un classement spécifique est établi pour les gardiens de but,.
| 1956-1992 : tous postes confondus | 1956-1992 : tous postes confondus |
| --- | --- |
| - 1956-1957 : Kees Rijvers (AS Saint-Étienne) - 1957-1958 : Maurice Lafont (Nîmes Olympique) - 1958-1959 : Jules Sbroglia (SCO Angers) - 1959-1960 : Raymond Kopa (Stade de Reims) - 1960-1961 : Pierre Bernard (US Sedan-Torcy) et Mahi Khennane (Stade rennais) - 1961-1962 : André Lerond (Stade français) - 1962-1963 : Daniel Charles-Alfred (Nîmes Olympique) - 1963-1964 : Rachid Mekhloufi (AS Saint-Étienne) - 1964-1965 : Robert Herbin (AS Saint-Étienne) - 1965-1966 : Rachid Mekhloufi (AS Saint-Étienne) (2) et Roger Lemerre (CS Sedan-Ardennes) - 1966-1967 : Rachid Mekhloufi (AS Saint-Étienne) (3) - 1967-1968 : Roger Lemerre (CS Sedan-Ardennes) (2) - 1968-1969 : Roger Lemerre (CS Sedan-Ardennes) (3) - 1969-1970 : Bernard Bosquier (AS Saint-Étienne) et Mohamed Salem (RC Paris Sedan) - 1970-1971 : Pavel Kouba (AS Angoulême) - 1971-1972 : Robert Herbin (AS Saint-Étienne) (2) - 1972-1973 : Henri Michel (FC Nantes) - 1973-1974 : Jean-Marc Guillou (SCO Angers)                                                    | - 1974-1975 : Jean-Marc Guillou (OGC Nice) (2) et Ignacio Prieto (Lille OSC) - 1975-1976 : Dominique Baratelli (OGC Nice) - 1976-1977 : Raymond Keruzoré (Stade lavallois) et Daniel Leclercq (RC Lens) - 1977-1978 : Maxime Bossis (FC Nantes) - 1978-1979 : André Rey (FC Metz) - 1979-1980 : Pierrick Hiard (SC Bastia) - 1980-1981 : Dominique Dropsy (RC Strasbourg) - 1981-1982 : Pierrick Hiard (SC Bastia) (2) - 1982-1983 : Maxime Bossis (FC Nantes) (2) - 1983-1984 : Pascal Olmeta (SC Bastia) - 1984-1985 : Rubén Umpiérrez (AS Nancy-Lorraine) - 1985-1986 : Luis Fernandez (Paris Saint-Germain) - 1986-1987 : Bruno Martini (AJ Auxerre) - 1987-1988 : Bernard Pardo (Sporting Toulon) - 1988-1989 : Basile Boli (AJ Auxerre) - 1989-1990 : Jean-Luc Ettori (AS Monaco) - 1990-1991 : Bruno Martini (AJ Auxerre) (2) - 1991-1992 : Fabien Piveteau (Le Havre AC) |
| 1993-2019 : joueur de champ & gardien | |
| - 1992-1993 : Jean-Pierre Cyprien (AS Saint-Étienne) et Luc Borrelli (Sporting Toulon-Var) - 1993-1994 : Franck Durix (AS Cannes) et Fabien Piveteau (Le Havre AC) - 1994-1995 : Jean-Guy Wallemme (RC Lens) et Christophe Revault (Le Havre AC) - 1995-1996 : Sonny Anderson (AS Monaco) et Christophe Revault (Le Havre AC) (2) - 1996-1997 : Ali Benarbia (AS Monaco) et Christophe Revault (Le Havre AC) (3) - 1997-1998 : Vikash Dhorasoo (Le Havre AC) et Fabien Barthez (AS Monaco) - 1998-1999 : Néstor Fabbri (FC Nantes) et Alexander Vencel (RC Strasbourg) - 1999-2000 : Marcelo Gallardo (AS Monaco) et Bernard Lama (Paris Saint-Germain) - 2000-2001 : Pascal Cygan (Lille OSC) et Faryd Mondragon (FC Metz) - 2001-2002 : Philippe Mexès (AJ Auxerre) et Ulrich Ramé (Girondins de Bordeaux) - 2002-2003 : Ludovic Giuly (AS Monaco) et Mickaël Landreau (FC Nantes) - 2003-2004 : Vikash Dhorasoo (Olympique lyonnais) (2) et Petr Čech (Stade rennais) - 2004-2005 : Cris (Olympique lyonnais) et Stéphane Cassard (RC Strasbourg) | - 2005-2006 : Franck Ribéry (Olympique de Marseille) et Yohann Pelé (Le Mans UC 72) - 2006-2007 : Cris (Olympique lyonnais) (2) et Jérémie Janot (AS Saint-Étienne) - 2007-2008 : Karim Benzema (Olympique lyonnais) et Hugo Lloris (OGC Nice) - 2008-2009 : André-Pierre Gignac (Toulouse FC) et Cédric Carrasso (Toulouse FC) - 2009-2010 : Gervinho (Lille OSC) et Hugo Lloris (Olympique lyonnais) (2) - 2010-2011 : Eden Hazard (Lille OSC) et Hugo Lloris (Olympique lyonnais) (3) - 2011-2012 : Eden Hazard (Lille OSC) (2) et Steeve Elana (Stade brestois) - 2012-2013 : Clément Grenier (Olympique lyonnais) et Mickaël Landreau (SC Bastia) (2) - 2013-2014 : Zlatan Ibrahimović (Paris Saint-Germain) et Benoît Costil (Stade rennais) - 2014-2015 : Javier Pastore (Paris Saint-Germain) et Anthony Lopes (Olympique lyonnais) - 2015-2016 : Zlatan Ibrahimović (Paris Saint-Germain) (2) et Anthony Lopes (Olympique lyonnais) (2) - 2016-2017 : Thomas Lemar (AS Monaco) et Stéphane Ruffier (AS Saint-Étienne) - 2017-2018 : Neymar (Paris Saint-Germain) et Régis Gurtner (Amiens SC) - 2018-2019 : Neymar (Paris Saint-Germain) (2) et Walter Benitez (OGC Nice) |

| 1993-2019 | 1993-2019 |
| --- | --------- |
| - 1994 : Sabri Lamouchi (Ol. Alès) et Pascal Gomes (AS Beauvais) - 1995 : Tony Vairelles (Nancy) et Ali Boumnijel (Gueugnon) - 1996 : Éric Garcin (Le Mans) et Stanislas Karwat (AS Beauvais) - 1997 : Matthieu Verschuère (AS Beauvais) et Franck Mantaux (Stade briochin) - 1998 : Stéphane Pédron (FC Lorient) et Philippe Poil (Amiens SC) et Malicki Gregory (Niort FC) - 1999 : Joël Bossis (Chamois niortais) et Nicolas Sachy (CS Sedan) - 2000 : Fernando D'Amico (LOSC Lille) et Stéphane Le Garrec (FC Lorient) - 2001 : Franck Silvestre (Montpellier HSC) et Stéphane Le Garrec (FC Lorient) - 2002 : Nassim Akrour (FC Istres) et Alexander Vencel (Le Havre AC) - 2003 : Philippe Celdran (Le Mans) et Christophe Revault (Toulouse FC) - 2004 : Xavier Gravelaine (FC Istres) et Thierry Debès (Grenoble Foot 38) - 2005 : Gaël Danic (Grenoble Foot 38) et Barel Mouko (Dijon FCO) - 2006 : Éric Chelle (Valenciennes) et Fabien Audard (FC Lorient) - 2007 : Jean-Michel Lesage (Le Havre AC) et Grégory Wimbée (Grenoble Foot 38) - 2008 : Guillaume Hoarau (Le Havre AC) et Jean-Daniel Padovani (Angers SCO) et Christophe Revault (Le Havre AC) - 2009 : Laurent Koscielny (Tours FC) et Macedo Novaes (SC Bastia) et Vedran Runje (RC Lens) - 2010 : Benjamin Psaume (AC Arles-Avignon) et Cyrille Merville (AC Arles-Avignon) - 2011 : Jean-François Rivière (AC Ajaccio) et Thierry Debès (AC Ajaccio) - 2012 : Jérôme Rothen (SC Bastia) et Ludovic Butelle (AC Arles-Avignon) - 2013 : Nicolas Benezet (Nîmes Olympique) et Ludovic Butelle (AC Arles-Avignon) - 2014 : Andy Delort (Tours FC) |           |

### Révélation de l'année
| 1973-2019 | 1973-2019 |
| --- | --- |
| - 1973 : Marc Berdoll (Angers SCO) - 1974 : Dominique Bathenay (AS Saint-Étienne) - 1975 : Dominique Rocheteau (AS Saint-Étienne) - 1976 : Didier Six (US Valenciennes-Anzin) - 1977 : Bernard Lacombe (Olympique lyonnais) - 1978 : Léonard Specht (RC Strasbourg) - 1979 : Didier Christophe (AS Monaco) - 1980 : Jean Castaneda (AS Saint-Étienne) et Jean Tigana (Olympique lyonnais) - 1981 : Bruno Bellone (AS Monaco) - 1982 : Jean-Marc Ferreri (AJ Auxerre) - 1983 : Pascal Olmeta (SC Bastia) - 1984 : Basile Boli (AJ Auxerre) - 1985 : Fabien Debotte (FC Nantes) - 1986 : Gérald Passi (Toulouse FC) - 1987 : Eric Cantona (AJ Auxerre) - 1988 : Christian Perez (Paris SG) - 1989 : Didier Deschamps (Olympique de Marseille) - 1990 : Emmanuel Petit (AS Monaco) - 1991 : François Calderaro (FC Metz) - 1992 : Gérald Baticle (AJ Auxerre) - 1993 : Zinédine Zidane (Girondins de Bordeaux) - 1994 : Florian Maurice (Olympique lyonnais) - 1995 : Patrick Vieira (AS Cannes) - 1996 : Thierry Henry (AS Monaco) | - 1997 : David Trezeguet (AS Monaco) - 1998 : Nicolas Anelka (Arsenal) - 1999 : William Gallas (Olympique de Marseille) - 2000 : Philippe Mexès (AJ Auxerre) - 2001 : Djibril Cissé (AJ Auxerre) - 2002 : Olivier Kapo (AJ Auxerre) - 2003 : Sébastien Squillaci (AS Monaco) - 2004 : Franck Ribéry (FC Metz) - 2005 : Yohann Pelé (Le Mans UC 72) et Julien Faubert (Girondins de Bordeaux) - 2006 : Karim Benzema (Olympique lyonnais) - 2007 : Steve Mandanda (Olympique de Marseille) - 2008 : Yoann Gourcuff (Girondins de Bordeaux) - 2009 : Moussa Sissoko (Toulouse FC) - 2010 : Yann M'Vila (Stade rennais FC) - 2011 : Marvin Martin (FC Sochaux-Montbéliard) - 2012 : Mapou Yanga-Mbiwa (Montpellier HSC) - 2013 : Paul Pogba (Juventus FC) (ITA) - 2014 : Antoine Griezmann (Real Sociedad) (ESP) - 2015 : Anthony Martial (AS Monaco) - 2016 : Ousmane Dembélé (Stade rennais FC) - 2017 : Kylian Mbappé (AS Monaco) - 2018 : Tanguy Ndombele (Olympique lyonnais) - 2019 : Eduardo Camavinga (Stade rennais FC) |

### Joueur français de l'année
Le trophée est attribué à chaque fin d'année civile par un vote de la rédaction de France Football. Jusqu'en 1995, seuls les joueurs français évoluant en France étaient éligibles. Depuis 1996, les joueurs français évoluant à l'étranger le sont également. Depuis 2001, ce sont les anciens vainqueurs du trophée qui désignent le joueur de l'année.
Lorsque le vainqueur de l'Étoile d'or France Football est français, et que le joueur français de l'année évolue dans le championnat de France, ce dernier est en réalité le deuxième, par exemple en 2009 Yoann Gourcuff est le deuxième français après André-Pierre Gignac (qui est Étoile d'or), de même en 1995 Vincent Guérin est le deuxième français après Jean-Guy Wallemme (qui est Étoile d'or).
Au contraire lorsque le Ballon d'or est français, il est également joueur français de l'année, par exemple Zinédine Zidane en 1998, et de Jean-Pierre Papin en 1991.

### Joueur de deuxième division de l'année
Ce trophée est décerné à la fin de chaque année civile et concerne des joueurs de toutes nationalités.
| 1969-2019 | 1969-2019 |
| --- | --- |
| - 1969 : Daniel Horlaville (US Quevilly) - 1970 : Bernard Guignedoux (Paris Saint-Germain) - 1971 : René Riefa (Avignon ) - 1972 : Gérard Tonnel (Troyes AF) - 1973 : Paul Imiéla (SC Amiens) - 1974 : Yvon Delestre (LB Châteauroux) - 1975 : Jean-Paul Pottier (SM Caen) - 1976 : Jean-Paul Bouffandeau (SM Caen) - 1977 : Jacques Manic (FC Tours) - 1978 : Jean-Paul Delahaye (SAS Épinal) - 1979 : Antoine Trivino (FC Gueugnon) - 1980 : Michel Albaladéjo (US Orléans) - 1981 : Frédéric Dobraje (CS Thonon) - 1982 : Jean-Michel Godart (US Nœux-les-Mines) - 1983 : Philippe Tibeuf (En avant Guingamp) - 1984 : Pascal Théault (SM Caen) - 1985 : François Lemasson (AS Red Star 93) - 1986 : Abedi Pelé (Chamois niortais FC) - 1987 : Philippe Prieur (SM Caen) - 1988 : Eugène Kabongo Ngoy (Olympique lyonnais) - 1989 : Youri Djorkaeff (FC Grenoble-Dauphiné) - 1990 : Didier Monczuk (RC Strasbourg) - 1991 : Jean-Pierre Orts (FC Rouen) - 1992 : Frédéric Johansen (FC Mulhouse) - 1993 : Jocelyn Gourvennec (Stade rennais) | - 1994 : Stéphane Guivarc'h (EA Guingamp) - 1995 : Tony Cascarino (Olympique de Marseille) - 1996 : Franck Priou (FC Martigues) - 1997 : Samuel Lobé (Lille OSC) - 1998 : Jérôme Alonzo (AS Saint-Étienne) - 1999 : Claude Michel (EA Guingamp) - 2000 : Francileudo Santos (FC Sochaux) - 2001 : Alexander Vencel (Le Havre AC) - 2002 : Daniel Cousin (Le Mans UC) - 2003 : Baky Koné (FC Lorient) - 2004 : Laurent Dufresne (AS Nancy-Lorraine) - 2005 : Karim Ziani (FC Lorient) - 2006 : Jean-Michel Lesage (Le Havre AC) - 2007 : Guillaume Hoarau (Le Havre AC) - 2008 : Grégory Thil (US Boulogne ) - 2009 : Olivier Giroud (Tours FC) - 2010 : Sebastián Ribas (Dijon FCO) - 2011 : Yohann Rivière (Vannes OC) - 2012 : Ibrahima Touré (AS Monaco) - 2013 : Paul-Georges Ntep (AJ Auxerre) - 2014 : Paul Nardi (AS Nancy-Lorraine) - 2015 : Frédéric Sammaritano (AJ Auxerre) - 2016 : Fabien Farnolle (Le Havre AC) - 2017 : Umut Bozok (Nîmes Olympique) - 2018 : Gaëtan Charbonnier (Stade brestois) - 2019 : Tino Kadewere (Le Havre AC) |

### Entraîneur français de l'année
| 1970-2021 | 1970-2021 | 1970-2021 |
| --- | --- | --------- |
| - 1970 : Albert Batteux (AS Saint-Étienne) et Mario Zatelli (Olympique de Marseille) - 1971 : Abdelkader Firoud (Nîmes Olympique) et Jean Prouff (Stade rennais) - 1972 : Jean Snella (OGC Nice) - 1973 : Robert Herbin (AS Saint-Étienne) - 1974 : Pierre Cahuzac (SC Bastia) - 1975 : Georges Huart (FC Metz) - 1976 : Robert Herbin (AS Saint-Étienne) - 1977 : Pierre Cahuzac (SC Bastia) (2) - 1978 : Gilbert Gress (RC Strasbourg) - 1979 : Michel Le Milinaire (Stade lavallois) - 1980 : René Hauss (FC Sochaux-Montbéliard) et Jean Vincent (FC Nantes) - 1981 : Aimé Jacquet (Girondins de Bordeaux) - 1982 : Michel Hidalgo (équipe de France) - 1983 : Michel Le Milinaire (Stade lavallois) (2) - 1984 : Aimé Jacquet (Girondins de Bordeaux) (2) - 1985 : Jean-Claude Suaudeau (FC Nantes) - 1986 : Guy Roux (AJ Auxerre) - 1987 : Jean Fernandez (AS Cannes) - 1988 : Guy Roux (AJ Auxerre) (2) - 1989 : Gérard Gili (Olympique de Marseille) - 1990 : Henryk Kasperczak (Montpellier HSC) - 1991 : Daniel Jeandupeux (SM Caen) - 1992 : Jean-Claude Suaudeau (FC Nantes) (2) - 1993 : Luis Fernandez (AS Cannes) - 1994 : Jean-Claude Suaudeau (FC Nantes) (3) - 1995 : Francis Smerecki (En Avant de Guingamp) - 1996 : Guy Roux (AJ Auxerre) (3) | - 1997 : Jean Tigana (AS Monaco) - 1998 : Aimé Jacquet (équipe de France) (3) - 1999 : Élie Baup (Girondins de Bordeaux) - 2000 : Alex Dupont (FC Gueugnon puis CS Sedan-Ardennes) - 2001 : Vahid Halilhodžić (LOSC) - 2002 : Jacques Santini (Olympique lyonnais puis équipe de France) - 2003 : Didier Deschamps (AS Monaco) - 2004 : Paul Le Guen (Olympique lyonnais) - 2005 : Claude Puel (Lille OSC) - 2006 : Pablo Correa (AS Nancy-Lorraine) - 2007 : Pablo Correa (AS Nancy-Lorraine) (2) - 2008 : Arsène Wenger (Arsenal FC) - 2009 : Laurent Blanc (Girondins de Bordeaux) - 2010 : Didier Deschamps (Olympique de Marseille) (2) - 2011 : Rudi Garcia (Lille OSC) - 2012 : René Girard (Montpellier HSC) - 2013 : Rudi Garcia (Lille OSC puis AS Roma) (2) - 2014 : Rudi Garcia (AS Roma) (3) - 2015 : Laurent Blanc (Paris Saint-Germain) (2) - 2016 : Zinédine Zidane (Real Madrid) - 2017 : Zinédine Zidane (Real Madrid) (2) - 2018 : Didier Deschamps (équipe de France) (3) - 2019 : Christophe Galtier (Lille OSC) - 2020 : Non décerné - 2021 : Christophe Galtier (Lille OSC puis OGC Nice) (2) - 2022 : Franck Haise (RC Lens) |           |

### Entraîneur de l'année (deuxième division)
| 1969-2019 | 1969-2019 | 1969-2019 |
| --- | --- | --------- |
| - 1969 : Paco Mateo (Pierrots Vauban) et (RC Strasbourg) - 1970 : Edmond Boulle (UMS Montélimar) - 1971 : Roger Quenolle (AS Poissy) - 1972 : René Dereuddre (US Le Mans) - 1973 : Yves Cros (USM Malakoff ) - 1974 : Jacques Sucré (FC Martigues) - 1975 : Michel Le Milinaire (Stade lavallois) - 1976 : Casimir Nowotarski (FC Gueugnon) - 1977 : Jacques Sucré (FC Martigues) - 1978 : Alain de Martigny (Stade brestois) - 1979 : Guy Roux (AJ Auxerre) - 1980 : Jacky Lemée (US Orléans) - 1981 : Gérard Houllier (US Nœux-les-Mines) - 1982 : Jean-Pierre Carayon (CS Thonon) - 1983 : Léonce Lavagne (Olympique d'Alès ) - 1984 : Pierre Mankowski (SM Caen) - 1985 : Christian Gourcuff (FC Lorient) - 1986 : Léonce Lavagne (Olympique d'Alès) - 1987 : Pierre Mankowski (SM Caen) - 1988 : Pierre Mankowski (SM Caen) - 1989 : Paul Orsatti (FC Martigues) - 1990 : Robert Dewilder (FC Mulhouse) - 1991 : Alain Laurier (FC Istres) - 1992 : René Exbrayat (SC Bastia) - 1993 : Denis Goavec (Saint-Brieuc FF) - 1994 : Roland Gransart (FC Gueugnon) | - 1995 : Denis Troch (Stade lavallois MFC) - 1996 : Thierry Froger (Le Mans UC) - 1997 : Christian Gourcuff (FC Lorient) - 1998 : Alain Perrin (ES Troyes AC) - 1999 : Vahid Halilhodžić (LOSC Lille) - 2000 : Ángel Marcos (Chamois niortais) - 2001 : Denis Troch (Amiens SC) - 2002 : Erick Mombaerts (Toulouse FC) - 2003 : Philippe Hinschberger (Chamois niortais) - 2004 : Thierry Froger (FC Gueugnon) - 2005 : Christian Gourcuff (FC Lorient) - 2006 : Rudi Garcia (Dijon FCO) - 2007 : Didier Ollé-Nicolle (Clermont Foot 63) - 2008 : Jean-Louis Garcia (Angers SCO) - 2009 : Michel Estevan (AC Arlésien) - 2010 : Daniel Sanchez (Tours FC) - 2011 : Michel Der Zakarian (Clermont Foot 63) - 2012 : Michel Der Zakarian (FC Nantes) - 2013 : Albert Cartier (FC Metz) - 2014 : Olivier Dall'Oglio (Dijon FCO) - 2015 : Corinne Diacre (Clermont Foot 63) - 2016 : Bernard Blaquart (Nîmes Olympique) - 2017 : Bernard Blaquart (Nîmes Olympique) - 2018 : Pascal Gastien (Clermont Foot) - 2019 : Christophe Pélissier (FC Lorient) |           |

### Dirigeant de l'année
| 1970-2019 | 1970-2019 | 1970-2019 |
| --- | --- | --------- |
| - 1970 : Marcel Leclerc (Olympique de Marseille) et Fernand Sastre (Fédération française de football) - 1971 : Louis Fonteneau (FC Nantes) - 1972 : Claude Cuny (AS Nancy-Lorraine) - 1973 : Roger Rocher (AS Saint-Étienne) - 1974 : Yves Kerjean (Angers SCO) et Tramin (?) - 1975 : Roger Rocher (AS Saint-Étienne) (2) - 1976 : Henri Bisson (Stade lavallois) - 1977 : Josip Skoblar (Olympique de Marseille) - 1978 : Jean-Louis Campora (AS Monaco) - 1979 : Bannaire - 1980 : Francis Borelli (Paris SG) - 1981 : Fernand Sastre (Fédération française de football) (2) et Jacques Thouzery (FC Sochaux-Montbéliard) - 1982 : non attribué - 1983 : Jean-Claude Hamel (AJ Auxerre) - 1984 : Carlo Molinari (FC Metz) - 1985 : Jean-Pierre Hureau (Le Havre AC) - 1986 : Carlo Molinari (FC Metz) (2) - 1987 : Max Bouyer (FC Nantes) - 1988 : Louis Nicollin (Montpellier Paillade) - 1989 : André Laurent (AS Saint-Étienne) - 1990 : non attribué - 1991 : Jean-Pierre Hureau (Le Havre AC) (2) - 1992 : Fernand Sastre (Fédération française de football) (3) - 1993 : Guy Chambily (SM Caen) - 1994 : Guy Chambily (SM Caen) (2) - 1995 : Gilbert Pithioud (FC Gueugnon) - 1996 : Carlo Molinari (FC Metz) (3) - 1997 : Carlo Molinari (FC Metz) (4) | - 1998 : Fernand Sastre (Fédération française de football) (4) et Michel Platini (Fédération française de football) - 1999 : Alexandre Bompard (AS Saint-Étienne) et Gérard Soler (AS Saint-Étienne) - 2000 : Bernard Lecomte (Lille OSC) - 2001 : Francis Graille (Lille OSC) - 2002 : Maurice Cohen (OGC Nice) - 2003 : Jean-Michel Aulas (Olympique lyonnais) - 2004 : Michel Seydoux (Lille OSC) - 2005 : Jean-Michel Aulas (Olympique lyonnais) (2) - 2006 : Jacques Rousselot (AS Nancy-Lorraine) - 2007 : Michel Platini (UEFA) (2) - 2008 : Arsène Wenger (Arsenal FC) - 2009 : Henri Legarda (Le Mans FC) - 2010 : Robin Leproux (Paris SG) - 2011 : Michel Seydoux (Lille OSC) (2) - 2012 : Louis Nicollin (Montpellier HSC) (2) - 2013 : Nasser al-Khelaïfi (Paris SG) - 2014 : Waldemar Kita (FC Nantes) - 2015 : Jean-Pierre Rivère (OGC Nice) - 2016 : Jean-Pierre Rivère (OGC Nice) (2) - 2017 : Marc Keller (RC Strasbourg) - 2018 : Laurent Nicollin (Montpellier HSC) - 2019 : Saïd Chabane (Angers SCO) |           |

### Joueur étranger de l'année du championnat de France
Lorsque le vainqueur de l'Étoile d'or France Football est étranger, le joueur étranger de l'année du championnat de France est en réalité le deuxième, par exemple en 2018 Thiago Silva est le deuxième étranger après Neymar (Étoile d'or).
- 2019  Angel Di Maria (Paris Saint-Germain)
- 2018  Thiago Silva (Paris Saint-Germain)
- 2017  Edinson Cavani (Paris Saint-Germain) (2)
- 2016  Edinson Cavani (Paris Saint-Germain)
- 2015  Marco Verratti (Paris Saint-Germain)
- 2014  Zlatan Ibrahimović (Paris Saint-Germain) (3)
- 2013  Zlatan Ibrahimović (Paris Saint-Germain) (2)
- 2012  Zlatan Ibrahimović (Paris Saint-Germain)
- 2011  Eden Hazard (Lille OSC)
- 2010  Luis Nenê (Paris Saint-Germain)
- 2009  Marouane Chamakh (Girondins de Bordeaux)
- 2008  Fernando Cavenaghi (Girondins de Bordeaux)
- 2007  Johan Elmander (Toulouse FC)
- 2006  Juninho (Olympique lyonnais) (3)
- 2005  Juninho (Olympique lyonnais) (2)
- 2004  Juninho (Olympique lyonnais)
- 2003  Didier Drogba (Olympique de Marseille)
- 2002  Pauleta (Girondins de Bordeaux) (2)
- 2001  Pauleta (Girondins de Bordeaux)
- 2000  Marco Simone (AS Monaco) (2)
- 1999  Shabani Nonda (Stade rennais)
- 1998  Marco Simone (Paris Saint-Germain)
- 1997  Raí (Paris Saint-Germain) (2)
- 1996  Sonny Anderson (AS Monaco)
- 1995  Raí (Paris Saint-Germain)
- 1994  Japhet N'Doram (FC Nantes)
- 1993  Alen Bokšić (Olympique de Marseille)
- 1992  Ľubomír Moravčík (AS Saint-Étienne)
- 1991  George Weah (AS Monaco)
- 1990  Enzo Scifo (AJ Auxerre)
- 1989  Klaus Allofs (Girondins de Bordeaux)
- 1988  Glenn Hoddle (AS Monaco)
- 1987  Enzo Francescoli (RC Paris)
- 1986  Jorge Burruchaga (FC Nantes)
- 1985  Vahid Halilhodžić (FC Nantes) (2)
- 1984  Vahid Halilhodžić (FC Nantes)
- 1983  Safet Sušić (Paris Saint-Germain)
- 1982  Umberto Barberis (AS Monaco) (2) et  Andrzej Szarmach (AJ Auxerre) (2)
- 1981  Umberto Barberis (AS Monaco) et  Andrzej Szarmach (AJ Auxerre)
- 1980  Delio Onnis (Tours FC)
- 1979  Nenad Bjeković (OGC Nice)
- 1978  Johnny Rep (SC Bastia)
- 1977  Mustapha Dahleb (Paris Saint-Germain)
- 1976  Ivan Ćurković (AS Saint-Étienne)
- 1975  Osvaldo Piazza (AS Saint-Étienne)
- 1974  Carlos Bianchi (Stade de Reims)
- 1973  Hugo Bargas (FC Nantes)
- 1972  Leif Eriksson (OGC Nice)
- 1971  Josip Skoblar (Olympique de Marseille) (2)
- 1970  Josip Skoblar (Olympique de Marseille)
- 1969  Roger Magnusson (Olympique de Marseille)
- 1968  Salif Keita (AS Saint-Étienne)

### Arbitre de l'année
| 1971-2015 | 1971-2015 |
| --- | --- |
| - 1971 : Robert Wurtz - 1972 : Robert Héliès - 1973 : Robert Frauciel - 1974 : Robert Wurtz - 1975 : Robert Wurtz - 1976 : Georges Konrath - 1977 : Robert Wurtz - 1978 : Robert Wurtz - 1979 : Michel Vautrot - 1980 : Michel Vautrot - 1981 : Michel Vautrot - 1982 : Michel Vautrot - 1983 : Michel Vautrot - 1984 : Michel Vautrot - 1985 : Joël Quiniou - 1986 : Michel Vautrot - 1987 : Michel Vautrot - 1988 : Michel Vautrot - 1989 : Michel Vautrot - 1990 : Gérard Biguet - 1991 : Gérard Biguet | - 1992 : Alain Sars - 1993 : Alain Sars - 1994 : Joël Quiniou - 1995 : Marc Batta - 1996 : Alain Sars - 1997 : Gilles Veissière - 1998 : Marc Batta - 1999 : Stéphane Bré - 2000 : Gilles Veissière - 2001 : Stéphane Bré - 2002 : Bertrand Layec - 2003 : Bertrand Layec - 2004 : Éric Poulat - 2005 : Éric Poulat - 2006 : Éric Poulat - 2007 : Bertrand Layec - 2008 : Stéphane Lannoy - 2011 : Clément Turpin - 2013 : Stéphane Lannoy - 2015 : Clément Turpin |

### Joueur maghrébin de l'année
Voici la liste des joueurs maghrébins de l'année depuis 2013 :
- 2013 :  Islam Slimani
- 2014 :  Yacine Brahimi
- 2015 :  Riyad Mahrez
- 2016 :  Riyad Mahrez
- 2017 :  Mehdi Benatia
- 2018 :  Anice Badri
- 2019 :  Riyad Mahrez
- 2020 :  Ismaël Bennacer

### Équipes nationales de l'année
Chaque fin d'année civile, France Football établit ses bilans continentaux et désigne la meilleure équipe nationale par continent. Le classement européen est le plus ancien ; il a été créé en 1959.
| Année | Europe                      | Afrique               | Am. du Nord/Centrale | Am. du Sud | Asie         | Océanie            |
| ----- | --------------------------- | --------------------- | -------------------- | ---------- | ------------ | ------------------ |
| 1959  | Hongrie                     |                       |                      |            |              |                    |
| 1960  | Union soviétique            |                       |                      |            |              |                    |
| 1961  | Autriche                    |                       |                      |            |              |                    |
| 1962  | Tchécoslovaquie             |                       |                      |            |              |                    |
| 1963  | Suède                       |                       |                      |            |              |                    |
| 1964  | Espagne Hongrie             |                       |                      |            |              |                    |
| 1965  | Angleterre                  |                       |                      |            |              |                    |
| 1966  | Angleterre                  |                       |                      |            |              |                    |
| 1967  | Union soviétique            |                       |                      |            |              |                    |
| 1968  | Allemagne de l'Ouest        |                       |                      |            |              |                    |
| 1969  | Angleterre                  |                       |                      |            |              |                    |
| 1970  | Italie                      |                       |                      |            |              |                    |
| 1971  | Angleterre Union soviétique |                       |                      |            |              |                    |
| 1972  | Allemagne de l'Ouest        |                       |                      |            |              |                    |
| 1973  | Italie                      |                       |                      |            |              |                    |
| 1974  | Angleterre Pays-Bas         |                       |                      |            |              |                    |
| 1975  | Tchécoslovaquie             |                       |                      |            |              |                    |
| 1976  | Allemagne de l'Ouest        |                       |                      |            |              |                    |
| 1977  | Allemagne de l'Ouest        |                       |                      |            |              |                    |
| 1978  | Pays-Bas                    |                       |                      |            |              |                    |
| 1979  | Yougoslavie                 |                       |                      |            |              |                    |
| 1980  | Allemagne de l'Ouest        | Algérie               |                      |            |              |                    |
| 1981  | Allemagne de l'Ouest        | Algérie               |                      |            |              |                    |
| 1982  | Italie                      | Algérie               |                      |            |              |                    |
| 1983  | Danemark                    | Ghana                 |                      |            |              |                    |
| 1984  | France                      | Cameroun              |                      |            |              |                    |
| 1985  | Union soviétique            | Maroc                 |                      |            |              |                    |
| 1986  | Espagne                     | Maroc                 |                      |            |              |                    |
| 1987  | Angleterre                  | Maroc                 |                      |            |              |                    |
| 1988  | Pays-Bas                    | Cameroun              |                      |            |              |                    |
| 1989  | Pays-Bas                    | Algérie               |                      |            |              |                    |
| 1990  | Allemagne de l'Ouest        | Algérie Cameroun      |                      |            |              |                    |
| 1991  | France                      | Algérie               | États-Unis           |            |              |                    |
| 1992  | Danemark                    | Nigeria Côte d'Ivoire | Mexique              | Brésil     |              |                    |
| 1993  | Allemagne                   | Nigeria               | Mexique              | Colombie   |              |                    |
| 1994  | Italie Suède                | Nigeria               | États-Unis           | Brésil     |              |                    |
| 1995  | Espagne                     | Tunisie               | États-Unis           | Brésil     |              |                    |
| 1996  | Allemagne                   | Afrique du Sud        | Mexique              | Colombie   |              |                    |
| 1997  | Espagne                     | Maroc                 | Mexique              | Brésil     | Corée du Sud |                    |
| 1998  | France                      | Égypte                | Mexique              | Brésil     | Iran         |                    |
| 1999  | Norvège                     | Tunisie               | Mexique              | Brésil     | Ouzbékistan  |                    |
| 2000  | France                      | Cameroun              | États-Unis           | Argentine  | Japon        |                    |
| 2001  | Espagne                     | Sénégal               | Costa Rica           | Argentine  | Japon        |                    |
| 2002  | Allemagne                   | Sénégal               | États-Unis           | Brésil     | Corée du Sud | Nouvelle-Zélande   |
| 2003  | Tchéquie                    | Cameroun              | Mexique              | Argentine  | Oman         | Australie          |
| 2004  | Grèce                       | Tunisie               | États-Unis           | Brésil     | Japon        | Australie          |
| 2005  | Angleterre                  | Tunisie               | États-Unis           | Brésil     | Japon        | Australie          |
| 2006  | Italie                      | Ghana                 | Mexique              | Brésil     | Australie    | Nouvelle-Zélande   |
| 2007  | Espagne                     | Côte d'Ivoire         | États-Unis           | Brésil     | Irak         | Nouvelle-Calédonie |
| 2008  | Espagne                     | Égypte                | États-Unis           | Paraguay   | Australie    | Nouvelle-Zélande   |
| 2009  | Espagne                     | Algérie               | États-Unis           | Brésil     | Australie    | Nouvelle-Zélande   |
| 2010  | Espagne                     | Ghana                 | Mexique              | Uruguay    | Corée du Sud | Nouvelle-Zélande   |
| 2011  | Allemagne                   | Côte d'Ivoire         | Mexique              | Uruguay    | Japon        | Nouvelle-Calédonie |
| 2012  | Espagne                     | Côte d'Ivoire         | Mexique              | Argentine  | Japon        | Nouvelle-Zélande   |
| 2013  | Allemagne Espagne           | Nigeria               | États-Unis           | Brésil     | Iran         | Nouvelle-Zélande   |
| 2014  | Allemagne                   | Algérie               | Costa Rica           | Argentine  | Japon        | non attribué       |
| 2015  | Angleterre                  | Côte d'Ivoire         | Mexique              | Chili      | Australie    | Tahiti             |
| 2016  | Portugal                    | Ouganda               | Costa Rica           | Chili      | Iran         | Nouvelle-Zélande   |
| 2017  | Allemagne Espagne           | Égypte                | Mexique              | Brésil     | Iran         | Nouvelle-Zélande   |
| 2018  | France                      | Mauritanie            | Mexique              | Brésil     | Japon        | Nouvelle-Zélande   |
| 2019  | Portugal                    | Algérie               | Mexique              | Brésil     | Qatar        | Nouvelle-Zélande   |
| 2020  | France                      | Algérie               | Mexique              | Brésil     | Corée du Sud | Nouvelle-Zélande   |
| 2021  | Italie                      | Sénégal               | États-Unis           | Argentine  | Japon        | Nouvelle-Zélande   |